# Silhouettea dotui
Silhouettea dotui is een straalvinnige vissensoort uit de familie van grondels (Gobiidae). De wetenschappelijke naam van de soort is voor het eerst geldig gepubliceerd in 1957 door Takagi.